# Пихурова, Прасковья Ефимовна
Прасковья Ефимовна Пихурова (2 октября 1920, Лыткино — ?) — бригадир комплексной бригады завода «Баррикада» Главленстройматериалов Ленинградского городского Совета депутатов трудящихся. Герой Социалистического Труда (1971).

## Биография
Пихурова Прасковья Ефимовна родилась в 1920 году в деревне Лыткино в Тверской области. Окончила семь классов сельской школы и отучилась на фрезеровщицу. В 1936 году начала работать в Ленинграде. Сначала подсобницей на стройке, где подавала кирпичи и замешивала раствор, затем фрезеровщицей на заводе «Баррикада». В 1942 году в цех завода попала фашистская бомба. После этого её направили на строительство оборонительных рубежей под Ленинградом, где она работала бетонщиком. После снятия блокады Ленинграда работала слесарем. Когда война закончилась, работала мотористом бетономешалки. Была лучшим мотористом Главного управления строительных материалов Ленгорисполкома. Являлась председательницей совета наставников объединения «Баррикада» и занималась преподаванием, воспитывала молодых рабочих бетонщиков в училище. О её профессиональных навыках знали и за пределами города, многие специалисты-бетонщики учились у неё.
25 марта 1971 года неопубликованным Указом Президиума Верховного Совета СССР «за выдающиеся производственные успехи в выполнении заданий пятилетнего плана» была удостоена звания Героя Социалистического Труда с вручением Ордена Ленина и золотой медали «Серп и Молот».
Жила в Санкт-Петербурге.

## Награды
- Орден Отечественной войны II степени[5];
- Орден Трудового Красного Знамени (28.07.1966);
- Орден Ленина (25.03.1971);
- Герой Социалистического Труда;
- Золотая медаль «Серп и Молот».